# CONCACAF-kampioenschap voetbal onder 20 - 2011
Het CONCACAF voetbalkampioenschap onder 20 - 2011 werd gehouden van 28 maart 2011 tot en met 10 april 2011 in Guatemala. De nummers één tot en met vier plaatsen zich voor het Wereldkampioenschap voetbal onder 20 - 2011 dat zal worden gehouden in Colombia en voor de Pan-Amerikaanse Spelen 2011 in Mexico.

## Gekwalificeerde teams
| Regio                    | kwalificatietoernooi       | Gekwalificeerde landen                              |
| ------------------------ | -------------------------- | --------------------------------------------------- |
| Caribbean (CFU)          | -                          | Jamaica Guadeloupe Cuba Trinidad en Tobago Suriname |
| Centraal-Amerika (UNCAF) | -                          | Guatemala (gastland) Panama Honduras Costa Rica     |
| Noord-Amerika (NAFU)     | Automatisch gekwalificeerd | Canada Mexico Verenigde Staten                      |

## Speelsteden
| Guatemala-Stad       | Guatemala-Stad            |
| -------------------- | ------------------------- |
| Estadio Mateo Flores | Estadio Cementos Progreso |
|                      |                           |
| Capaciteit: 30.000   | Capaciteit: 16.000        |

## Groepsfase

### Groep A
| Team      | AW | G | G | V | DV | DT | DS | Pts |
| --------- | -- | - | - | - | -- | -- | -- | --- |
| Honduras  | 2  | 2 | 0 | 0 | 5  | 2  | +3 | 6   |
| Guatemala | 2  | 1 | 0 | 1 | 3  | 3  | 0  | 3   |
| Jamaica   | 2  | 0 | 0 | 2 | 1  | 4  | –3 | 0   |

|                           |                       |         |         |                                                                                       |
| 29 maart 2011 22:00 UTC−5 | Guatemala             | 2 – 0   | Jamaica | Estadio Mateo Flores, Guatemala-Stad Toeschouwers: 3.917 Scheidsrechter: Marlon Mejia |
| 29 maart 2011 22:00 UTC−5 | Hyde 8' (ed) Lima 35' | verslag |         | Estadio Mateo Flores, Guatemala-Stad Toeschouwers: 3.917 Scheidsrechter: Marlon Mejia |

|                           |                        |             |           |                                                                                      |
| 31 maart 2011 22:00 UTC−5 | Honduras               | 2 – 1       | Jamaica   | Estadio Mateo Flores, Guatemala-Stad Toeschouwers: 417 Scheidsrechter: Jeffrey Solis |
| 31 maart 2011 22:00 UTC−5 | Alvarado 61' López 77' | [dode link] | Brett 25' | Estadio Mateo Flores, Guatemala-Stad Toeschouwers: 417 Scheidsrechter: Jeffrey Solis |

|                          |           |         |                                     |                                                                                          |
| 2 april 2011 20:00 UTC−5 | Guatemala | 1 – 3   | Honduras                            | Estadio Mateo Flores, Guatemala-Stad Toeschouwers: 12.142 Scheidsrechter: Roberto Orozco |
| 2 april 2011 20:00 UTC−5 | Lima 38'  | Verslag | A. Lozano 3' Martinez 25' López 54' | Estadio Mateo Flores, Guatemala-Stad Toeschouwers: 12.142 Scheidsrechter: Roberto Orozco |

### Groep B
| Team             | AW | G | G | V | DV | DT | DS | Pts |
| ---------------- | -- | - | - | - | -- | -- | -- | --- |
| Verenigde Staten | 2  | 2 | 0 | 0 | 6  | 0  | +6 | 6   |
| Panama           | 2  | 1 | 0 | 1 | 3  | 2  | +1 | 3   |
| Suriname         | 2  | 0 | 0 | 2 | 0  | 7  | –7 | 0   |

|                           |          |                                      |                  |                                                                                      |
| 29 maart 2011 20:00 UTC−5 | Suriname | 0 – 4                                | Verenigde Staten | Estadio Mateo Flores, Guatemala-Stad Toeschouwers: 3.746 Scheidsrechter: Dave Gantar |
| 29 maart 2011 20:00 UTC−5 |          | Wood 19' Gyau 29' Doyle 36' Rowe 81' |                  | Estadio Mateo Flores, Guatemala-Stad Toeschouwers: 3.746 Scheidsrechter: Dave Gantar |

|                           |                        |         |          |                                                                                       |
| 31 maart 2011 20:00 UTC−5 | Panama                 | 3 – 0   | Suriname | Estadio Mateo Flores, Guatemala-Stad Toeschouwers: 315 Scheidsrechter: Roberto Orozco |
| 31 maart 2011 20:00 UTC−5 | Waterman 36', 60', 68' | Verslag |          | Estadio Mateo Flores, Guatemala-Stad Toeschouwers: 315 Scheidsrechter: Roberto Orozco |

|                          |                  |         |     |                                                                                      |
| 2 april 2011 18:00 UTC−5 | Verenigde Staten | 2 – 0   | PAN | Estadio Mateo Flores, Guatemala-Stad Toeschouwers: 8.500 Scheidsrechter: Marcos Brea |
| 2 april 2011 18:00 UTC−5 | Rowe 13', 18'    | Verslag |     | Estadio Mateo Flores, Guatemala-Stad Toeschouwers: 8.500 Scheidsrechter: Marcos Brea |

### Groep C
| Team       | AW | G | G | V | DV | DT | DS | Pts |
| ---------- | -- | - | - | - | -- | -- | -- | --- |
| Costa Rica | 2  | 2 | 0 | 0 | 6  | 0  | +6 | 6   |
| Canada     | 2  | 1 | 0 | 1 | 2  | 4  | –2 | 3   |
| Guadeloupe | 2  | 0 | 0 | 2 | 1  | 5  | –4 | 0   |

|                           |                         |       |              |                                                                                         |
| 28 maart 2011 20:00 UTC−5 | Canada                  | 2 – 1 | Guadeloupe   | Estadio Cementos Progreso, Guatemala-Stad Toeschouwers: 150 Scheidsrechter: José Molina |
| 28 maart 2011 20:00 UTC−5 | Cavallini 53' Bassi 58' |       | Houelche 25' | Estadio Cementos Progreso, Guatemala-Stad Toeschouwers: 150 Scheidsrechter: José Molina |

|                           |            |                               |            |                                                                                         |
| 30 maart 2011 20:00 UTC−5 | Guadeloupe | 0 – 3                         | Costa Rica | Estadio Cementos Progreso, Guatemala-Stad Toeschouwers: 770 Scheidsrechter: Oscar Reyna |
| 30 maart 2011 20:00 UTC−5 |            | Campbell 57', 62' D. Vega 74' |            | Estadio Cementos Progreso, Guatemala-Stad Toeschouwers: 770 Scheidsrechter: Oscar Reyna |

|                          |                                       |       |        |                                                                                             |
| 1 april 2011 20:00 UTC−5 | Costa Rica                            | 3 – 0 | Canada | Estadio Cementos Progreso, Guatemala-Stad Toeschouwers: 1.445 Scheidsrechter: Raymond Bogle |
| 1 april 2011 20:00 UTC−5 | Golobio 34' Campbell 66' Miller 90+1' |       |        | Estadio Cementos Progreso, Guatemala-Stad Toeschouwers: 1.445 Scheidsrechter: Raymond Bogle |

### Groep D
| Team               | AW | G | G | V | DV | DT | DS | Pts |
| ------------------ | -- | - | - | - | -- | -- | -- | --- |
| Mexico             | 2  | 2 | 0 | 0 | 8  | 0  | +8 | 6   |
| Cuba               | 2  | 0 | 1 | 1 | 0  | 3  | –3 | 1   |
| Trinidad en Tobago | 2  | 0 | 1 | 1 | 0  | 5  | –5 | 1   |

|                           |      |                                             |        |                                                                                         |
| 28 maart 2011 22:00 UTC−5 | Cuba | 0 – 3                                       | Mexico | Estadio Cementos Progreso, Guatemala-Stad Toeschouwers: 269 Scheidsrechter: Mark Geiger |
| 28 maart 2011 22:00 UTC−5 |      | Malblanche 36' (e.d.) Pulido 53' Dávila 85' |        | Estadio Cementos Progreso, Guatemala-Stad Toeschouwers: 269 Scheidsrechter: Mark Geiger |

|                           |                    |       |      |                                                                                             |
| 30 maart 2011 22:00 UTC−5 | Trinidad en Tobago | 0 – 0 | Cuba | Estadio Cementos Progreso, Guatemala-Stad Toeschouwers: 1.500 Scheidsrechter: Trevor Taylor |
| 30 maart 2011 22:00 UTC−5 |                    |       |      | Estadio Cementos Progreso, Guatemala-Stad Toeschouwers: 1.500 Scheidsrechter: Trevor Taylor |

|                          |                                     |       |                    |                                                                                           |
| 1 april 2011 22:00 UTC−5 | Mexico                              | 5 – 0 | Trinidad en Tobago | Estadio Cementos Progreso, Guatemala-Stad Toeschouwers: 1.586 Scheidsrechter: José Molina |
| 1 april 2011 22:00 UTC−5 | Guarch 7', 25', 49' Pulido 31', 41' |       |                    | Estadio Cementos Progreso, Guatemala-Stad Toeschouwers: 1.586 Scheidsrechter: José Molina |

## Knock-outfase

### Kwartfinale
|                          |                                                                      |         |           |                                                                                      |
| 5 april 2011 19:00 UTC−5 | Costa Rica                                                           | 6 – 1   | Cuba      | Estadio Mateo Flores, Guatemala-Stad Toeschouwers: 179 Scheidsrechter: Trevor Taylor |
| 5 april 2011 19:00 UTC−5 | Campbell 29' (pen.), 58', 87' Miller 32' (pen.) B. Vega 51' Diaz 75' | Verslag | Lahera 3' | Estadio Mateo Flores, Guatemala-Stad Toeschouwers: 179 Scheidsrechter: Trevor Taylor |

|                          |                                    |         |        |                                                                                    |
| 5 april 2011 22:00 UTC−5 | Mexico                             | 3 – 0   | Canada | Estadio Mateo Flores, Guatemala-Stad Toeschouwers: 475 Scheidsrechter: Mark Geiger |
| 5 april 2011 22:00 UTC−5 | Álvarez 33' De Buen 72' Mora 90+2' | Verslag |        | Estadio Mateo Flores, Guatemala-Stad Toeschouwers: 475 Scheidsrechter: Mark Geiger |

|                          |          |         |                          |                                                                                       |
| 6 april 2011 19:00 UTC−5 | Honduras | 0 – 2   | Panama                   | Estadio Mateo Flores, Guatemala-Stad Toeschouwers: 5.300 Scheidsrechter: Marlon Mejia |
| 6 april 2011 19:00 UTC−5 |          | Verslag | Álvarez 51' Waterman 85' | Estadio Mateo Flores, Guatemala-Stad Toeschouwers: 5.300 Scheidsrechter: Marlon Mejia |

|                          |                  |         |                    |                                                                                          |
| 6 april 2011 22:00 UTC−5 | Verenigde Staten | 1 – 2   | Guatemala          | Estadio Mateo Flores, Guatemala-Stad Toeschouwers: 13.805 Scheidsrechter: Roberto Orozco |
| 6 april 2011 22:00 UTC−5 | Doyle 66'        | Verslag | Lima 33' Lopez 68' | Estadio Mateo Flores, Guatemala-Stad Toeschouwers: 13.805 Scheidsrechter: Roberto Orozco |

### Halve finales
|                          |                                                     |         |             |                                                                                       |
| 8 april 2011 16:30 UTC−5 | Mexico                                              | 4 – 1   | Panama      | Estadio Mateo Flores, Guatemala-Stad Toeschouwers: 2.353 Scheidsrechter: Marlon Mejia |
| 8 april 2011 16:30 UTC−5 | Dávila 14' Linton 31' (e.d.) Izazola 40' Rivera 49' | Verslag | Caicedo 28' | Estadio Mateo Flores, Guatemala-Stad Toeschouwers: 2.353 Scheidsrechter: Marlon Mejia |

|                          |                       |         |             |                                                                                       |
| 8 april 2011 19:30 UTC−5 | Costa Rica            | 2 – 1   | Guatemala   | Estadio Mateo Flores, Guatemala-Stad Toeschouwers: 18.689 Scheidsrechter: Dave Gantar |
| 8 april 2011 19:30 UTC−5 | Miller 2' B. Vega 48' | Verslag | Vásquez 62' | Estadio Mateo Flores, Guatemala-Stad Toeschouwers: 18.689 Scheidsrechter: Dave Gantar |

### Om derde plaats
|                           |                                                      |       |                                                      |                                                                                         |
| 10 april 2011 14:00 UTC−5 | Panama                                               | 0 – 0 | Guatemala                                            | Estadio Mateo Flores, Guatemala-Stad Toeschouwers: 8.332 Scheidsrechter: Roberto Orozco |
| 10 april 2011 14:00 UTC−5 | Verslag                                              |       |                                                      | Estadio Mateo Flores, Guatemala-Stad Toeschouwers: 8.332 Scheidsrechter: Roberto Orozco |
| 10 april 2011 14:00 UTC−5 | Strafschoppen                                        |       |                                                      | Estadio Mateo Flores, Guatemala-Stad Toeschouwers: 8.332 Scheidsrechter: Roberto Orozco |
| 10 april 2011 14:00 UTC−5 | Cummings Álvarez Botello Waterman Dixon Chen Jiménez | 6 – 7 | Ramirez Vásquez Rivas C. Lima Herrarte Andrade Lemus | Estadio Mateo Flores, Guatemala-Stad Toeschouwers: 8.332 Scheidsrechter: Roberto Orozco |

### Finale
|                           |                              |         |            |                                                                                      |
| 10 april 2011 17:00 UTC−5 | Mexico                       | 3 – 1   | Costa Rica | Estadio Mateo Flores, Guatemala-Stad Toeschouwers: 3.000 Scheidsrechter: Mark Geiger |
| 10 april 2011 17:00 UTC−5 | Dávila 18', 52' Orrantía 39' | Verslag | Mora 17'   | Estadio Mateo Flores, Guatemala-Stad Toeschouwers: 3.000 Scheidsrechter: Mark Geiger |